# 白牙会
白牙会（はくがかい）は、大正時代に茨城県水戸市で結成された日本の美術グループ。

## 歴史
1924年（大正13年）、茨城県水戸市で洋画家の菊池五郎（1895年 - 1950年、水戸市出身、菊池幽芳の弟）、林正三（1893年 - 1947年、水戸市出身）、寺門幸蔵（1895年 - 1945年、旧那珂郡静村（現那珂市）出身）の3人で結成された。茨城県内に美術館やギャラリー、県展などもまだなかった時代に公会堂などを借りて公募展を開催した。茨城県にゆかりのある中村彝（つね）や辻永（ひさし）らの作品を借りたり、また、ロダンやマチスの作品を借りて展示することもあった。
1953年（昭和28年）に第23回の展覧会を開催し、1954年（昭和29年）に解散した。約30年の活動で展示会には500人以上の作家が出品した。

## アトリエ
水戸市の菊池五郎の邸宅の離れに白牙会のアトリエが置かれた。付属研究所や子供向け洋画塾も開設され、少なくとも1972年（昭和47年）まで洋画塾としての利用が続いた。
老朽化のためアトリエは2024年（令和6年）3月末で取り壊されることになった。